# Pericolpa campana
Pericolpa campana is een schijfkwal uit de familie Periphyllidae. De kwal komt uit het geslacht Pericolpa. Pericolpa campana werd in 1880 voor het eerst wetenschappelijk beschreven door Haeckel. 